# Foyn Point
Foyn Point är en udde i Antarktis. Den ligger i Västantarktis. Argentina, Chile och Storbritannien gör anspråk på området.
Terrängen inåt land är platt åt sydost, men åt nordväst är den kuperad.  Trakten är obefolkad. Det finns inga samhällen i närheten.